# Ithomia bolivari
Ithomia bolivari is een vlinder uit de familie Nymphalidae. De wetenschappelijke naam van de soort is voor het eerst geldig gepubliceerd in 1913 door William Schaus.